# Servei de banda

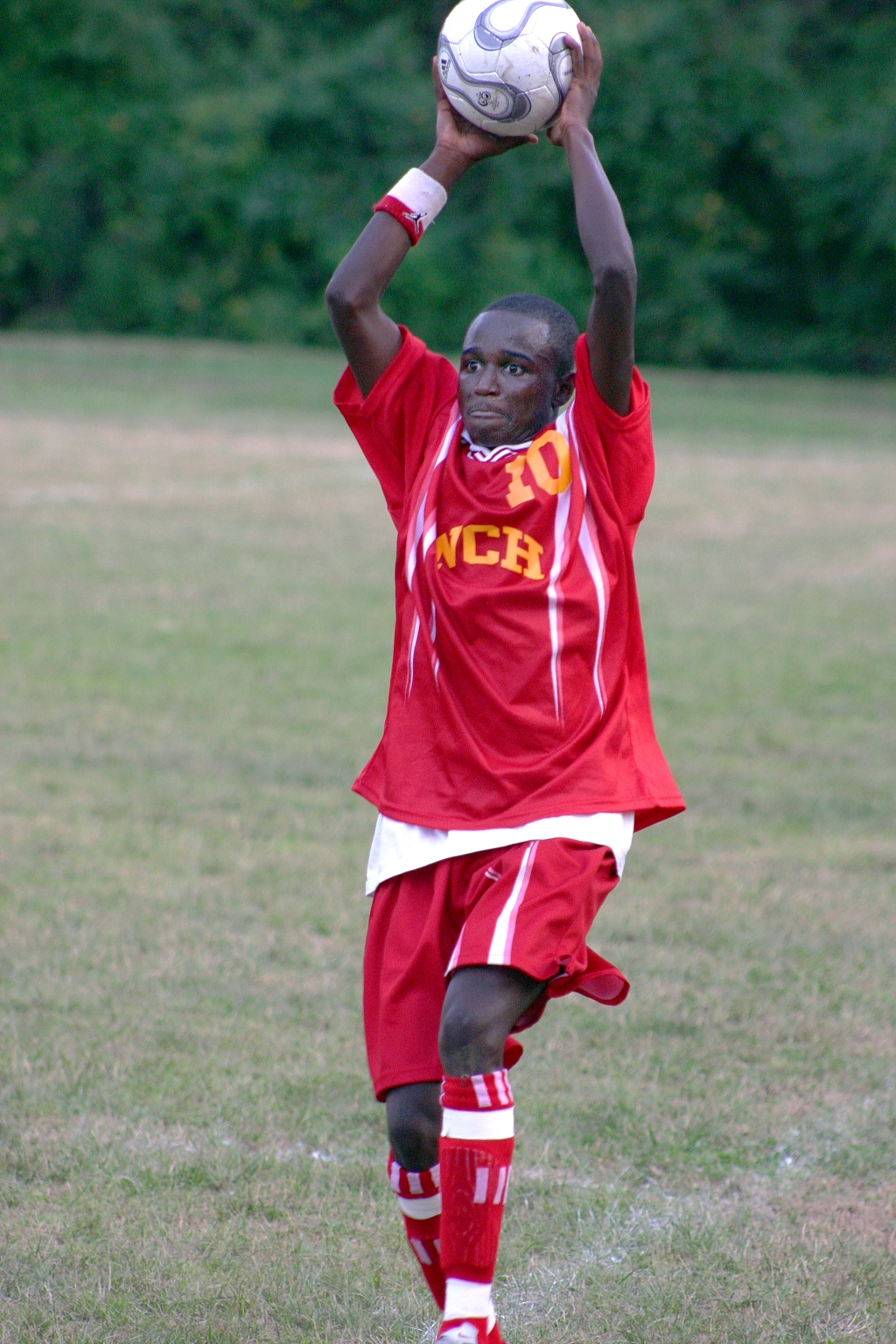
Un jugador executant un servei de banda.

Al futbol, el servei de banda és una manera de reprendre el joc.
L'àrbitre concedeix servei de banda quan la pilota ha traspassat totalment la línia de banda, ja sigui enlairada o per terra. El servei és favorable a l'equip contrari al que ha enviat la pilota fora, realitzant el servei des del punt on va sortir la pilota.
Al moment d'efectuar el servei, el jugador ha d'estar de cara al terreny de joc, tenir una part d'ambdós peus sobre la línia de banda o a l'exterior d'aquesta, i utilitzant les dues mans alhora ha de llançar la pilota per sobre del seu cap.

## Infraccions
Si un jugador rival no respecta la distància requerida per a executar el servei de banda o impedeix o distreu d'alguna manera el llançament, el rival rebrà una amonestació (targeta groga).
Si el llançador no executa el servei segons el procediment requerit o no ho fa des del lloc on va sortir la pilota del camp, el servei de banda passa a executar-ho l'equip rival.
El llançador no pot tornar a tocar la pilota un cop efectuat el servei fins que aquesta sigui tocada per un altre jugador, rival o del mateix equip. Aquesta acció és castigada amb un llançament indirecte per l'equip defensor des del punt on l'acció va tenir lloc.
No es pot marcar un gol directament des d'un servei de banda. Si la pilota traspassés la línia de gol sense que cap altre jugador l'hagi tocada, l'àrbitre concedirà un servei de porta per a l'equip defensor.